# Дискурсивный анализ
Дискурси́вный ана́лиз — изучение языка, используемого членами некоторого языкового сообщества. В ходе такого анализа рассматривается как форма языка, так и его функция. В качестве исходного материала берутся разговорная речь и письменные тексты. Идентифицируются лингвистические особенности понимания различных текстов и типов устной речи.
Анализ письменных текстов может включать в себя изучение развития темы и связи (сцепки) между предложениями. Анализ же разговорной речи может сосредоточиваться как на этих аспектах, так и на практиках пошагового взаимодействия, открывающих и закрывающих последовательностей социальных взаимодействий или структуры нарратива.
Дискурсивный анализ использует подходы нескольких научных дисциплин — психолингвистики, социолингвистики, антропологии, социологии, герменевтики и социальной психологии.
Дискурсивный анализ, в частности, рассматривает следующие вопросы:
- Теория речевых актов
- Социолингвистика взаимодействий
- Этнография коммуникации
- Прагматика
- Анализ разговоров
- Вариативный анализ[англ.]